# Méwilo
 (décembre 2014).
Si vous disposez d'ouvrages ou d'articles de référence ou si vous connaissez des sites web de qualité traitant du thème abordé ici, merci de compléter l'article en donnant les références utiles à sa vérifiabilité et en les liant à la section « Notes et références ».
Méwilo est un jeu vidéo d'aventure conçu par Muriel Tramis et édité par Coktel Vision en 1987, sur Amstrad CPC, Thomson (TO8 ,TO9, MO6) , Amiga, Atari ST et DOS. Le jeu a été écrit en collaboration avec Patrick Chamoiseau (également auteur de la nouvelle qui ouvre le manuel du jeu : « Les derniers jours d'une mulâtresse ») et dessiné par Philippe Truca. En France, le jeu était vendu avec la recette du calalou et une cassette audio du groupe Malavoi.
Le scénario est s'inspire d'une légende martiniquaise, la « légende des jarres d'or », selon laquelle, au plus fort des révoltes d'esclaves, les maîtres des plantations sauvaient leur or de la pire façon : ils partaient l'enterrer au loin en faisant creuser un trou par leur plus fidèle esclave ; puis ils le tuaient et l'ensevelissaient avec pour que le fantôme du malheureux garde le trésor en éloignant les curieux.
C'est le premier jeu vidéo inspiré de la culture antillaise : l'histoire est un prétexte pour visiter Saint-Pierre (la capitale de la Martinique avant qu'elle ne soit détruite par l'éruption de la montagne Pelée en 1902), découvrir le quotidien des Pierrotins, et comprendre les aspects économiques, politiques et religieux de la vie de cette cité. Ce travail de reconstitution historique a été récompensé par une médaille d'argent du service culturel de la mairie de Paris.

## Synopsis

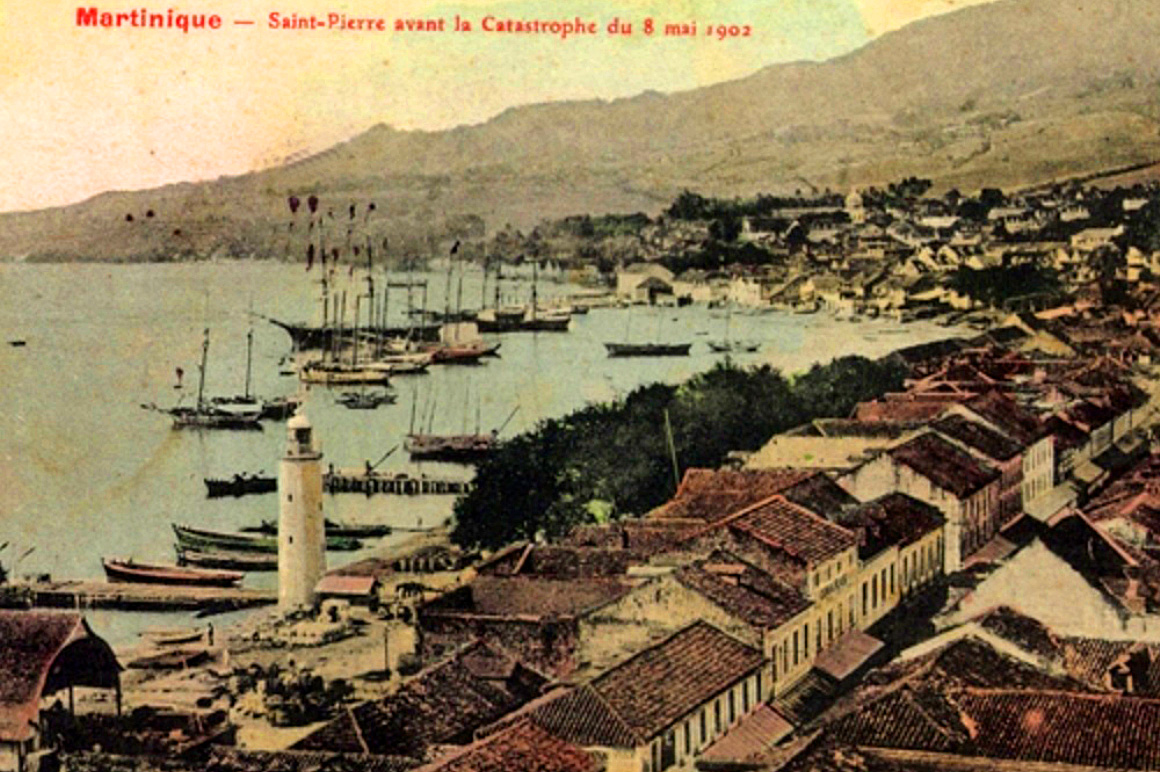
Carte postale de Saint-Pierre avant la catastrophe de 1902.

Le joueur incarne un parapsychologue de renom appelé à Saint-Pierre pour élucider une affaire de zombi qui hante une plantation békée.
Pour résoudre la situation, le joueur doit découvrir que le zombi n'est autre que le fantôme du maître assassin qui, ne trouvant pas le repos, hante l'habitation de gémissements pleins de remords. Il doit aussi trouver où est enterrée la jarre d'or et y amener le dernier descendant de chacun de protagonistes de l'époque : seule une cérémonie commémorative effectuée en présence du descendant de l'esclave tué et du descendant du maître assassin peut apaiser les esprits.

« C'est regret, mais je vous annonce la mort de Man Kalinsia née Octavius Citronelle, fille d'Artagnan et fille d'Elmire. Elle mourut un jour de cendre et de pluie. Avec la pluie, sa vie courut au long des toits, bouillonna aux gouttières, s'exalta claire et froide depuis les caniveaux jusqu'aux vagues de La Galère où les requins apaisent leurs faims avec le sang de l'abattoir. Quant à la cendre, elle nous fatigua durant quelques semaines. »

— Patrick Chamoiseau, Les derniers jours d'une mulâtresse

## Système de jeu
Le jeu se contrôle à l'aide de la souris ou d'une manette, et du clavier : une carte principale du nord de la Martinique permet de voyager d'un endroit à l'autre dans Saint-Pierre ; à ces endroits, des cartes secondaires permettent de visiter plus en détail les lieux ; les différentes scènes et rencontres sont représentées par des images fixes. Un score (maximum : 99) permet d'évaluer la progression de l'aventure.

## Développement
- Programmation : Muriel Tramis
- Graphismes : Philippe Truca
- Textes : Patrick Chamoiseau

Les logiciels d'infographie de l'époque étaient rudimentaires et devaient s'accommoder de contraintes d'affichage du type « pas plus de 2 couleurs par bloc d'affichage dans une ligne découpée en 40 blocs de 8 pixels » ; ce fut donc une gageüre pour les concepteurs de produire des images colorées à partir de cartes postales en noir et blanc datant d'avant l'éruption de la montagne Pelée.